# Pyrinia adminiculata
Pyrinia adminiculata là một loài bướm đêm trong họ Geometridae.